# Kroatië op de Olympische Winterspelen 1994
Tijdens de Olympische Winterspelen van 1994, die in Lillehammer (Noorwegen) werden gehouden, nam Kroatië voor de tweede keer deel.

## Deelnemers en resultaten
(m) = mannen, (v) = vrouwen 

### Alpineskiën
| Olympiër      | Discipline       | Resultaat | Prestatie                       |
| ------------- | ---------------- | --------- | ------------------------------- |
| Vedran Pavlek | super g (m)      | 41e       | 1.38,51 (+5,98)                 |
| Vedran Pavlek | reuzenslalom (m) | 27e       | 2.58,91 (+6,45) 1.32,13+1.26,78 |
| Vedran Pavlek | slalom (m)       | dnf-1     | opgave run 1                    |

### Langlaufen
| Olympiër       | Discipline                    | Resultaat | Prestatie                              |
| -------------- | ----------------------------- | --------- | -------------------------------------- |
| Antonio Rački  | 10 km klassiek (m)            | 79e       | 28.58,6 (+4.38,5)                      |
| Antonio Rački  | 30 km vrije stijl (m)         | 62e       | 1:25.42,4 (+13.16,0)                   |
| Antonio Rački  | 50 km klassiek (m)            | 52e       | 2:23.23,4 (+16.03,1)                   |
| Antonio Rački  | achtervolging 10 km+15 km (m) | 71e       | +12.30,0 (10 km:28.58 + 15 km:43.40,8) |
| Siniša Vukonić | 10 km klassiek (m)            | 56e       | 27.17,5 (+2.57,4)                      |
| Siniša Vukonić | 30 km vrije stijl (m)         | 44e       | 1:21.57,2 (+9.30,8)                    |
| Siniša Vukonić | 50 km klassiek (m)            | 54e       | 2:24.12,6 (+16.52,3)                   |
| Siniša Vukonić | achtervolging 10 km+15 km (m) | 44e       | +6.36,5 (10 km:27.17 + 15 km:39.28,3)  |

Amerikaanse Maagdeneilanden · Amerikaans-Samoa · Andorra · Argentinië · Armenië · Australië · België · Bermuda · Bosnië en Herzegovina · Brazilië · Bulgarije · Canada · Chili · China · Chinees Taipei · Cyprus · Denemarken · Duitsland · Estland · Fiji · Finland · Frankrijk · Georgië · Griekenland · Groot-Brittannië · Hongarije · IJsland · Israël · Italië · Jamaica · Japan · Kazachstan · Kirgizië · Kroatië · Letland · Liechtenstein · Litouwen · Luxemburg · Mexico · Moldavië · Monaco · Mongolië · Nederland · Nieuw-Zeeland · Noorwegen · Oekraïne · Oezbekistan · Oostenrijk · Polen · Portugal · Puerto Rico · Roemenië · Rusland · San Marino · Senegal · Slovenië · Slowakije · Spanje · Trinidad en Tobago · Tsjechië · Turkije · Verenigde Staten · Wit-Rusland · Zuid-Afrika · Zuid-Korea · Zweden · Zwitserland